# هنري كينغ
هنري كينغ (بالإنجليزية: Henry King)‏ (و. 1886 – 1982 م) هو مخرج أفلام، وممثل أفلام، وكاتب سيناريو، من الولايات المتحدة، ولد في فرجينيا، توفي عن عمر يناهز 96 عاماً، بسبب نوبة قلبية.

## وصلات خارجية
- هنري كينغ على موقع IMDb (الإنجليزية)
- هنري كينغ على موقع الموسوعة البريطانية (الإنجليزية)
- هنري كينغ على موقع الموسوعة البريطانية (الإنجليزية)
- هنري كينغ على موقع ألو سيني (الفرنسية)
- هنري كينغ على موقع تيرنر كلاسيك موفيز (الإنجليزية)
- هنري كينغ على موقع أول موفي (الإنجليزية)
- هنري كينغ على موقع قاعدة بيانات الأفلام السويدية (السويدية)
- هنري كينغ على موقع إن إن دي بي (الإنجليزية)
- هنري كينغ على موقع قاعدة بيانات الفيلم (الإنجليزية)
- هنري كينغ على موقع كينوبويسك (الروسية)